# Liste der Bodendenkmale in Stechlin
Die Liste der Bodendenkmale in Stechlin enthält alle Bodendenkmale der brandenburgischen Gemeinde Stechlin. Grundlage ist die Veröffentlichung der Landesdenkmalliste mit dem Stand vom 31. Dezember 2020. Die Baudenkmale sind in der Liste der Baudenkmale in Stechlin aufgeführt.

## Dollgow
| Gemarkung            | Flur    | Kurzansprache                                                           | Bodendenkmalnummer | Bemerkung | Bild |
| -------------------- | ------- | ----------------------------------------------------------------------- | ------------------ | --------- | ---- |
| Dollgow (Lage)       | 9       | Wüstung deutsches Mittelalter, Siedlung slawisches Mittelalter          | 70298              |           |      |
| Dollgow (Lage)       | 5, 6, 9 | Siedlung Urgeschichte, Dorfkern Neuzeit, Dorfkern deutsches Mittelalter | 70299              |           |      |
| Dollgow (Lage)       | 3       | Siedlung slawisches Mittelalter                                         | 70300              |           |      |
| Dollgow (Lage)       | 7, 8    | Wüstung deutsches Mittelalter                                           | 70301              |           |      |
| Dollgow (Lage)       | 2       | Siedlung slawisches Mittelalter                                         | 70302              |           |      |
| Dollgow (Lage)       | 2       | Siedlung slawisches Mittelalter, Wüstung deutsches Mittelalter          | 70303              |           |      |
| Dollgow (Lage)       | 4       | Siedlung Urgeschichte                                                   | 70336              |           |      |
| Dollgow (Lage)       | 10      | Siedlung Ur- und Frühgeschichte                                         | 70337              |           |      |
| Dollgow (Lage)       | 10      | Siedlung Ur- und Frühgeschichte                                         | 70339              |           |      |
| Dollgow, Menz (Lage) | 1, 11   | Siedlung slawisches Mittelalter, Einzelfund deutsches Mittelalter       | 70338              |           |      |

## Menz
| Gemarkung   | Flur       | Kurzansprache                                                                                                 | Bodendenkmalnummer | Bemerkung                                | Bild |
| ----------- | ---------- | --- | ------------------ | ---------------------------------------- | ---- |
| Menz (Lage) | 1, 2, 3, 6 | Dorfkern deutsches Mittelalter, Siedlung slawisches Mittelalter, Dorfkern Neuzeit, Burg deutsches Mittelalter | 70249              |                                          |      |
| Menz (Lage) | 1, 6, 7    | Siedlung slawisches Mittelalter, Siedlung deutsches Mittelalter                                               | 70401              |                                          |      |
| Menz (Lage) | 6          | Siedlung Ur- und Frühgeschichte                                                                               | 70402              |                                          |      |
| Menz (Lage) | 7          | Siedlung slawisches Mittelalter                                                                               | 70403              |                                          |      |
| Menz (Lage) | 5          | Siedlung deutsches Mittelalter, Siedlung slawisches Mittelalter                                               | 70404              |                                          |      |
| Menz (Lage) | 11         | Pechhütte Neuzeit                                                                                             | 70405              | auch als "Dietrichs Teerofen" bezeichnet |      |
| Menz (Lage) | 8          | Großsteingrab Neolithikum                                                                                     | 70571              |                                          |      |

## Neuglobsow
| Gemarkung         | Flur     | Kurzansprache                                                                                              | Bodendenkmalnummer | Bemerkung                                                     | Bild |
| ----------------- | -------- | --- | ------------------ | ------------------------------------------------------------- | ---- |
| Neuglobsow (Lage) | 2, 3     | Siedlung slawisches Mittelalter, Einzelfund Urgeschichte, Dorfkern Neuzeit, Dorfkern deutsches Mittelalter | 70424              |                                                               |      |
| Neuglobsow (Lage) | 1, 2     | Glashütte Neuzeit                                                                                          | 70425              |                                                               |      |
| Neuglobsow (Lage) | 7, 8     | Wüstung deutsches Mittelalter, Siedlung slawisches Mittelalter                                             | 70426              |                                                               |      |
| Neuglobsow (Lage) | 4        | Pechhütte Neuzeit                                                                                          | 70427              |                                                               |      |
| Neuglobsow (Lage) | 8        | Pechhütte Neuzeit                                                                                          | 70428              |                                                               |      |
| Neuglobsow (Lage) | 4, 6, 18 | Siedlung, slawisches Mittelalter                                                                           | 70429              | Anm.:tw. auch auf Gebiet von Fürstenberg/Havel und Steinförde |      |